# Marino (nome)
Marino  è un nome proprio di persona italiano maschile.

## Varianti
- Maschili
  - Alterati: Marinello, Marinuccio
  - Ipocoristici: Rino
- Femminile: Marina

### Varianti in altre lingue
- Catalano: Marí
- Bulgaro: Марин (Marin)[1]
- Croato: Marin[1]
  - Alterati: Marinko[1]
- Esperanto: Mareno
- Francese: Marin[1][2]
- Galiziano: Mariño
- Greco moderno: Μαρίνος (Marinos)[1]
- Latino: Marinus[1][2][3]
- Macedone: Марин (Marin)[1]
- Olandese: Marinus[1], Marijn[1]
  - Ipocoristici: Rien[1]
- Polacco: Maryn
- Rumeno: Marin[1][2]
- Russo: Марин (Marin)
- Serbo: Марин (Marin)[1]
  - Alterati: Маринко (Marinko)[1]
- Spagnolo: Marino[1]
- Ungherese: Marinusz

## Origine e diffusione
È derivato dal cognomen romano Marinus; viene generalmente fatto risalire all'aggettivo latino marinus ("marino", "appartenente al mare"), ma potrebbe anche derivare dal praenomen Marius (l'attuale Mario).

## Onomastico

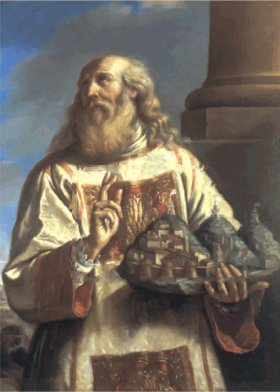
San Marino

L'onomastico si festeggia solitamente il 3 settembre in ricordo di san Marino, diacono, fondatore e patrono dell'omonima Repubblica. Altri santi comunque hanno portato questo nome, e sono venerati alle date seguenti:
- 21 gennaio, san Marino, vescovo[3]
- 27 gennaio, san Marino di Bodon, abate a Beuvoux (Sisteron)[4]
- 3 marzo, san Marino, soldato e martire a Cesarea marittima[4]
- 5 luglio, san Marino, martire a Tomi in Scizia con i santi Sedofa e Teodoto[3][5]
- 10 luglio, san Marino, martire in Africa con san Gennaro[4]
- 8 agosto, san Marino di Anazarbo, martire a Tarso[4]
- 8 settembre, beato Marino Blanes Giner, padre di famiglia e martire ad Alcoy[4]
- 15 novembre, san Marino, vescovo e martire ad Irschenberg con sant'Aniano[4]
- 26 dicembre, san Marino, martire a Roma sotto Numeriano[3][6]

## Persone
- Marino, diacono e santo dalmata
- Marino I, papa
- Marino II, papa

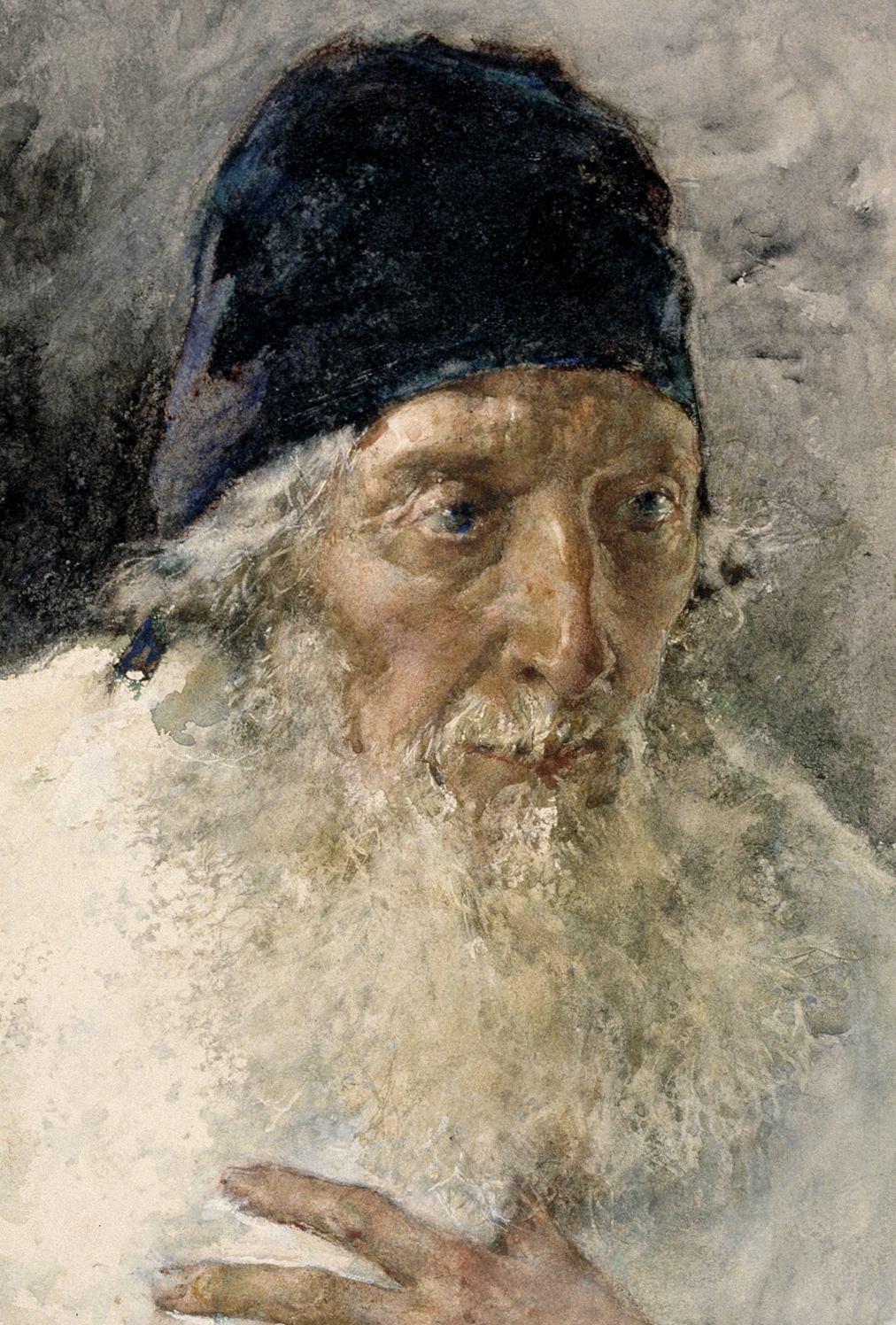
Marino Faliero

- Marino Basso, ciclista su strada italiano
- Marino Ascanio Caracciolo, cardinale italiano
- Marino Defendi, calciatore italiano
- Marino Faliero, doge di Venezia
- Marino Gentile, filosofo e pedagogista italiano
- Marino Ghetaldi, matematico e scienziato dalmata
- Marino Moretti, scrittore e poeta italiano
- Marino Marini, scultore italiano
- Marino Marini, cantante italiano
- Marino Torre, ammiraglio italiano

### Variante Marinus

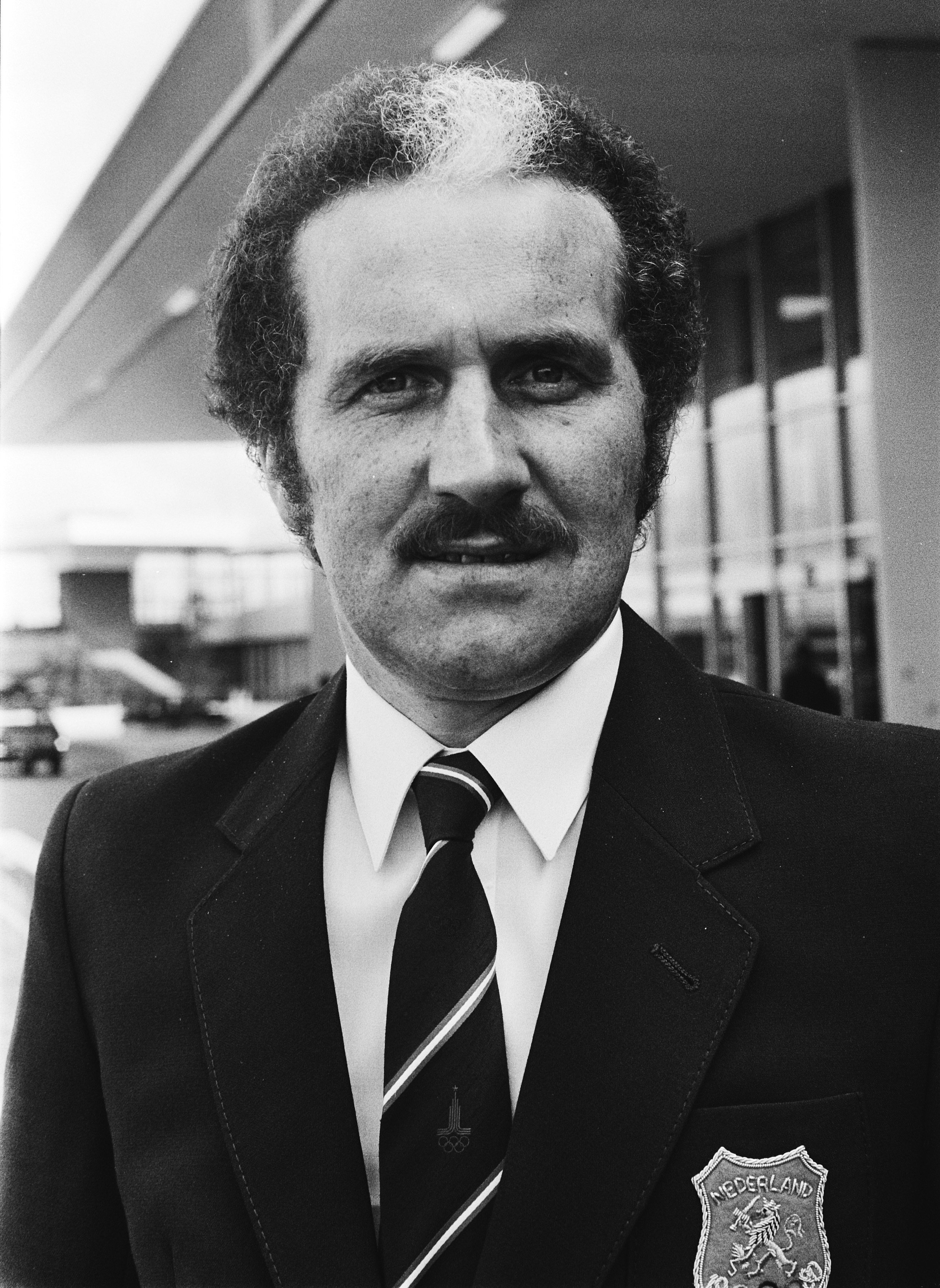
Marinus Wagtmans

- Marinus Barletius, scrittore e religioso albanese
- Marinus Boezem, artista olandese
- Marinus Anton Donk, micologo olandese
- Marinus Kok, vescovo vetero-cattolico olandese
- Marinus Kraus, saltatore con gli sci e combinatista nordico tedesco
- Marinus Valentijn, ciclista su strada e pistard olandese
- Marinus Robyn van der Goes, incisore fiammingo
- Marinus van der Goes van Naters, politico olandese
- Marinus van der Lubbe, politico olandese
- Marinus van Rekum, tiratore di fune olandese
- Marinus van Reymerswaele, pittore olandese
- Marinus Wagtmans, ciclista su strada e pistard olandese

### Variante Marin

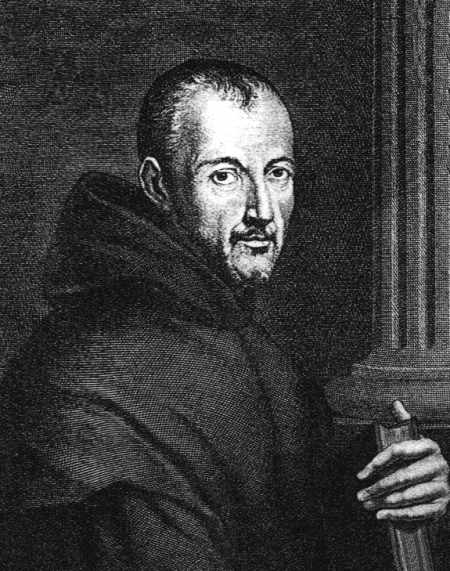
Marin Mersenne

- Marin Bakalov, calciatore e allenatore di calcio bulgaro
- Marin Bocconio, veneziano condannato a morte
- Marin Boucher, operaio francese
- Marin Čilić, tennista croato
- Marin Dragnea, calciatore e allenatore di calcio rumeno
- Marin Le Roy de Gomberville, poeta e scrittore francese
- Marin Leovac, calciatore croato naturalizzato austriaco
- Marin Marais, gambista e compositore francese
- Marin Mersenne, teologo, filosofo e matematico francese
- Marin Sanudo il Giovane, storico e politico italiano
- Marin Sanudo il Vecchio, letterato italiano
- Marin Tourlonias, banchiere francese

### Altre varianti
- Marinos Carburis, ingegnere greco
- Marinko Gjivoje, scrittore ed esperantista jugoslavo
- Marinko Matosevic, tennista bosniaco naturalizzato australiano
- Marinos Ouzounidīs, calciatore e allenatore di calcio greco
- Marinos Satsias, calciatore cipriota

## Il nome nelle arti
- Marino Peluria è un personaggio interpretato da Herbert Ballerina nel film del 2017 Omicidio all'italiana, diretto e interpretato da Maccio Capatonda.